# Suba (Palestyna)
Suba (arab. صوبا) – nieistniejąca już arabska wieś, która była położona w Dystrykcie Jerozolimy w Mandacie Palestyny. Wieś została wyludniona i zniszczona podczas I wojny izraelsko-arabskiej, po ataku Sił Obronnych Izraela 13 lipca 1948.

## Położenie
Suba leżała na szczycie wzgórza w północnej części Judei, w odległości około 5 km na zachód od Jerozolimy. Według danych z 1945 do wsi należały ziemie o powierzchni 4102 ha. We wsi mieszkało wówczas 620 osób.
| Własność gruntów | Powierzchnia gruntów [ha] |
| ---------------- | ------------------------- |
| Arabowie         | 4 082                     |
| Żydzi            | 15                        |
| publiczne        | 5                         |
| Razem            | 4 102                     |

| Rodzaj użytkowanych gruntów | Arabowie [ha] | Żydzi [ha] |
| --------------------------- | ------------- | ---------- |
| uprawy oliwek               | 150           | 0          |
| uprawy nawadniane           | 1 435         | 11         |
| uprawy zbóż                 | 712           | 0          |
| nieużytki                   | 1 924         | 4          |
| zabudowane                  | 16            | 0          |

## Historia
W okresie panowania rzymskiego w miejscu tym istniała osada nazywana Soba lub Sobetha. W 1169 krzyżowcy wybudowali tu zamek obronny, który nazwali Belmont. W 1187 został on zdobyty przez wojska Saladyna, a w 1191 zburzony. W 1596 we wsi mieszkało sześćdziesiąt muzułmańskich i siedem chrześcijańskich rodzin, które płaciły podatki z upraw pszenicy, jęczmienia, oliwek i winogron.
W okresie panowania Brytyjczyków Suba była małą wsią.
Podczas wojny domowej w Mandacie Palestyny arabskie milicje działające ze wsi Suba atakowały żydowskie konwoje do Jerozolimy, paraliżując komunikację w tym rejonie. Wieś była kilkakrotnie atakowana przez siły żydowskiej organizacji paramilitarnej Hagana. Na początku I wojny izraelsko-arabskiej w maju 1948 do wsi przybyli pochodzący z Egiptu arabscy ochotnicy, będący członkami Bractwa Muzułmańskiego. Gdy w pobliżu wybudowano Drogę Birmańską, ich sąsiedztwo stwarzało poważne zagrożenie dla bezpieczeństwa żydowskich transportów. Z tego powodu podczas operacji Danny w nocy z 12 na 13 lipca 1948 wieś zajęli izraelscy żołnierze. Mieszkańcy zostali zmuszeni do opuszczenia swoich domów. Następnie wyburzono prawie wszystkie domy.

## Miejsce obecnie
Na gruntach wioski Suba został w październiku 1948 utworzony kibuc Cowa.
Palestyński historyk Walid Chalidi, tak opisał pozostałości wioski Suba: „Zachowało się wiele budynków, z których niektóre są bez ścian, a inne bez dachu. W domach są widoczne łukowe drzwi i bramy. Z wielu zniszczonych domów pozostały jedynie podmurówki. Niedawno prowadzone badania archeologiczne odkryły dużą kamienną bramę i ściany domów. W obszarze są pozostałości twierdzy krzyżowców”.